# Shivraj Patil

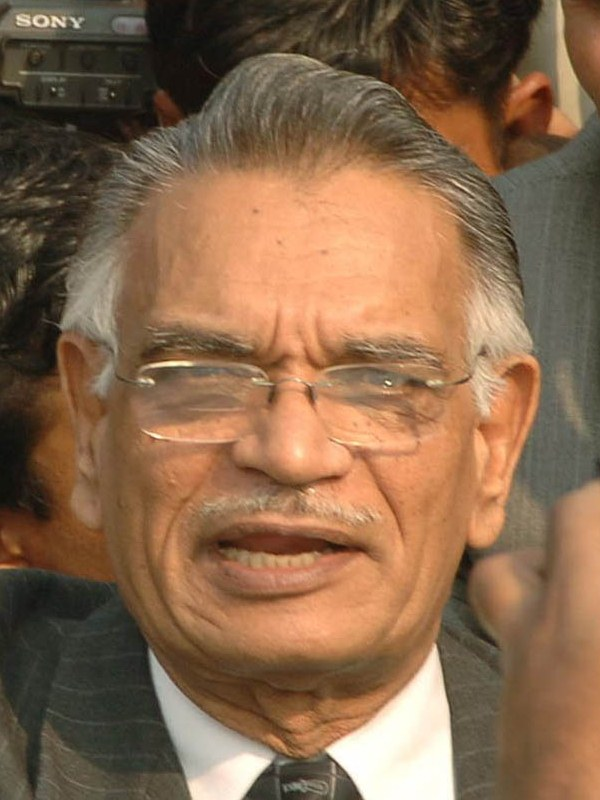
Shivraj Patil (2006)

Shivraj Patil, född 12 oktober 1935, är en indisk politiker (INC) och inrikesminister i Manmohan Singhs indiska regering sedan 2004.